# Irena Choryńska
Irena Choryńska (ur. 7 października 1926 w Zagożdżonie, zm. 25 września 2010 we Wrocławiu) – polska montażystka filmowa.
Początki jej pracy w montażu to czas polskiej szkoły filmowej. Terminowała w montażowni Popiołu i diamentu Andrzeja Wajdy. W 1975 odznaczona Srebrnym Krzyżem Zasługi. Laureatka Nagrody za montaż filmów Głosy i Dreszcze na Festiwalu Polskich Filmów Fabularnych w Gdańsku w 1981.

## Filmografia
jako autorka montażu:
- Nikt nie woła (1960)
- Salto (1965)
- Sól ziemi czarnej (1969)
- Perła w koronie (1971)
- Milion za Laurę (1971)
- Bułeczka (1973)
- Zdjęcia próbne (1976)
- Przepraszam, czy tu biją? (1976)
- Zmory (1978)
- Kung-fu (1979)
- Głosy (1980)
- Dreszcze (1981)
- Yesterday (1984)
- Sezon na bażanty (1985)
- Pociąg do Hollywood (1987)
- Marcowe migdały (1989)